# Praia Grande (San Paolo)
Praia Grande è un comune del Brasile nello Stato di San Paolo, parte della mesoregione Metropolitana de São Paulo e della microregione di Santos.